# Hans Börnsen
Hans Börnsen (* 27. Januar 1907 in Hamburg; † 3. April 1983 ebenda) war ein deutscher anthroposophischer Philosoph und von 1965 bis 1983 der Generalsekretär der Anthroposophischen Gesellschaft in Deutschland.

## Leben

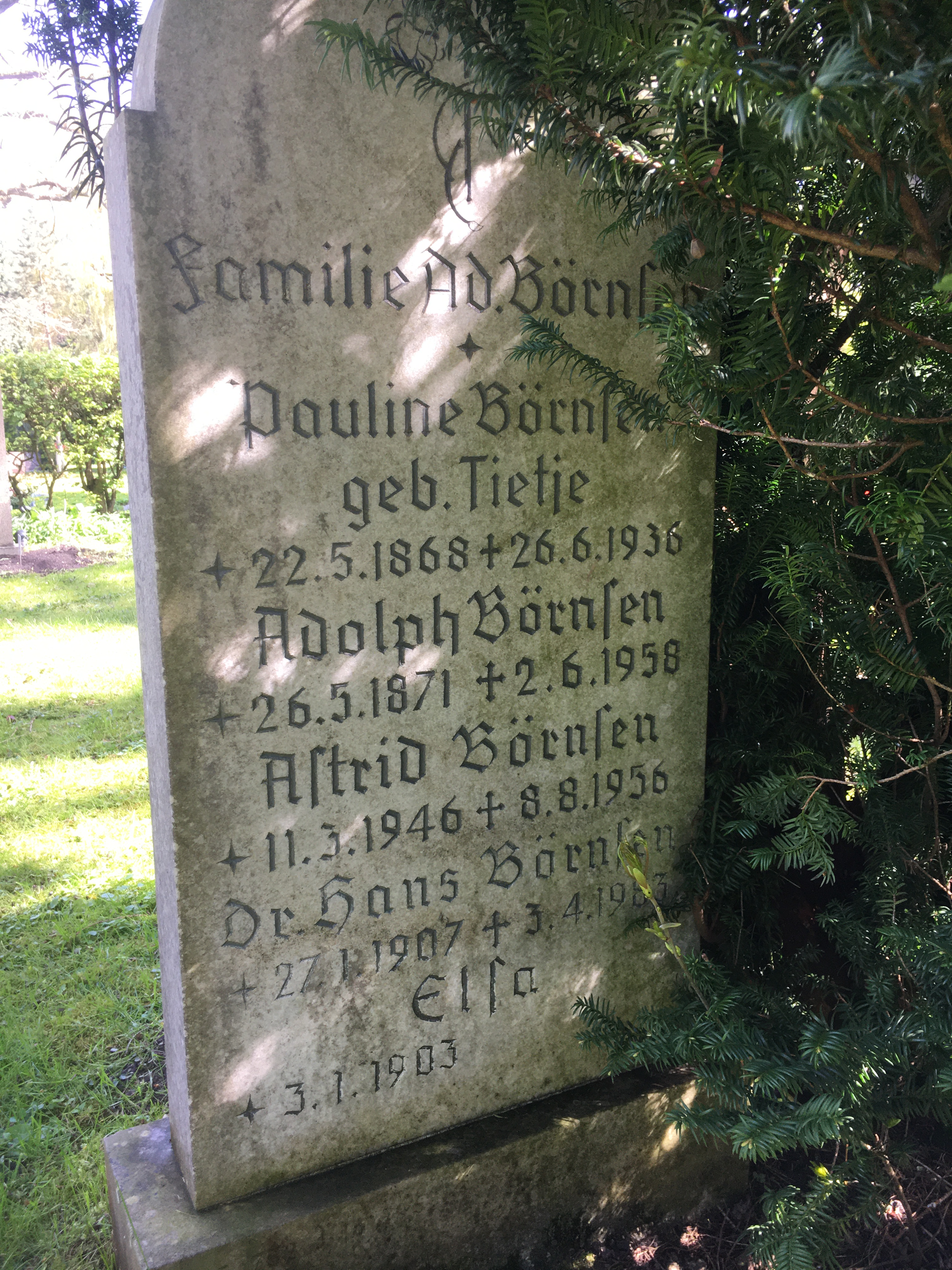
Grabstätte auf dem Friedhof Ohlsdorf

Börnsen besuchte das Realgymnasium und studierte an der Universität Hamburg die Fächer Mathematik, Physik und Philosophie sowie Kunstwissenschaft und Musikwissenschaft. Die Promotion erfolgte 1942 in Philosophie mit einer Arbeit über den Substanzbegriff bei Gottfried Wilhelm Leibniz, den Börnsen in Beziehung zur Idee der Metamorphose bei Johann Wolfgang von Goethe betrachtete.
In den 1950er Jahren nahm Börnsen eine umfangreiche Lehrtätigkeit im Rahmen insbesondere im Rahmen der Anthroposophischen Gesellschaft auf, wobei seine Vorträge zum Teil publiziert wurden. Über 650 Vorträge liegen in einer Sammlung transkribierter Tonbandaufzeichnungen vor. Börnsen legte zahlreiche Werke vor, in denen er häufig auch das Verhältnis der Naturwissenschaft zu einer anthroposophisch verstandenen Geisteswissenschaft beleuchtete. Nach seinem Tod wurden nachgelassene Werke von Rolf Speckner herausgegeben.
76-jährig verstarb Hans Börnsen in seiner Geburtsstadt und wurde auf dem dortigen Friedhof Ohlsdorf beigesetzt. Die Grabstätte liegt nordwestlich von Kapelle 2 im Planquadrat X 15.

## Werke
- Wissenschaft und Wirklichkeit. Das Verhältnis der Naturwissenschaft zur Wirklichkeit der Natur. Hamburg 1958
- Farbe und Form als Elemente der Weltensprache. Hamburg 1958
- Das Wesen der Mitteilung. Entäusserung oder Verinnerlichung des Denkens. Hamburg 1958
- Goethes Farbenlehre als Schlüssel zur Geistwirklichkeit der Natur. Hamburg 1960
- Naturwissenschaft an der Schwelle. Stuttgart 1964
- Das geheime Gesetz des Siebenecks: Die Gestaltung der Form aus dem Reiche der Bewegung. Stuttgart 1965
- Leibniz Substanzbegriff und Goethes Gedanke der Metamorphose (1983). Hrsg. von Rolf Speckner
- Die Prophetie der Edda: Mythos und Wissenschaft. Gesammelte Vorträge, Aufsätze und Übersetzungen. Hrsg. von Rolf Speckner Dornach: Philosophischer-Anthroposophischer Verlag am Goetheanum 1989 (ISBN 3-7235-0461-2)

## Einzelbelege
1. ↑  Die Daten sind zitiert nach Frank Teichmann: Biografie Hans Börnsen bei der Forschungsstelle Kulturimpuls
2. ↑  Hans Börnsen: Leibniz' Substanzbegriff und Goethe's Gedanke der Metamorphose. Diss. Universität Hamburg 1942
3. ↑  Zum Beispiel: Mass und Zahl. Der Mensch, das Mass aller Dinge. Vortrag, gehalten am 14. Okt. 1955 im Rahmen der 17. Anthroposophischen Arbeitswoche in Hamburg von Hans Börnsen. Hamburg: Windelberg Verlag 1957
4. ↑  Die von Hans Themann gesammelten Vorträge sind unter der url www.hansboernsen.de frei zugänglich.

| Personendaten    | Personendaten                    |
| ---------------- | -------------------------------- |
| NAME             | Börnsen, Hans                    |
| KURZBESCHREIBUNG | deutscher Anthroposoph und Autor |
| GEBURTSDATUM     | 27. Januar 1907                  |
| GEBURTSORT       | Hamburg                          |
| STERBEDATUM      | 3. April 1983                    |
| STERBEORT        | Hamburg                          |